# تريبيفيتش
تريبيفيتش ((بالبوسنوية: Trebević)‏، (بالصربية: Требевић)‏)، هو جبل يقع إلى الجنوب الشرقي من سراييفو، في إقليم شرق سراييفو، على حدود جبل ياهورينا وسط البوسنة والهرسك. يبلغ ارتفاع الجبل 1,627 متر (5,338 قدم)، وهُو بذلك ثاني أقصر الجبال المُحيطة بالعاصمة سراييفو.
خلال دورة الألعاب الأولمبية الشتوية 1984 التي أقيمت في البوسنة والهرسك، احتضن الجبل العديد من المُنافسات الرياضية خلال هذه الدورة الأولمبية، خُصوصا مُنافسات التزحلق على الجليد. يحتوي الجبل والمنطقة المُحيطة به على رواسب بلورية من الكوارتز والسيديريت والكالسيت.